# Anax walsinghami
Anax walsinghami е вид водно конче от семейство Aeshnidae в подразред Anisoptera. Това е най-голямото водно конче в света с дължина 12 см и същия размах на крилете.
Състоянието на опазване на Anax walsinghami в Червения списък на световнозастрашените видове е без непосредствена заплаха за оцеляването на вида. Популацията е стабилна.

## Описание
Лесно се разпознават по големите сини петна по телата им, зелената глава и ясните крила. Anax walsinghami са изключително полезни, тъй като ядат широка гама от насекоми, които се класифицират като вредители, като комари. Женските снасят яйцата си в плитка вода и когато се излюпят, нимфите ядат малки рибки и попови лъжички.

## Разпространение
Ареалът на разпространение включва Централна Америка и Северна Америка (САЩ, Канада, Мексико), близо до езера, потоци и блатисти местности.